# أمحمد أعبابو
أمحمد أعبابو ( 1935 - 1971) ضابط عسكري مغربي ينحدر من منطقة أكنول دوار بورد، تقلد منصب مدير مدرسة أهرمومو العسكرية المختصة بتدريب ضباط الصف للمشاة، حيث كان أصغر ضابط يحمل رتبة ليوتنو كولونيل في الجيش المغربي. قام بالتخطيط والتنفيذ بهجوم مسلح على قصري الصخيرات والرباط فيما يعرف بمحاولة انقلاب الصخيرات ضد ملك المغرب أنذاك الحسن الثاني بقصره الصيفي بتاريخ 10 يوليوز 1971 رفقة شقيقه محمد أعبابو والجنرال محمد المذبوح. قُتل إثر ذلك خلال تبادل لإطلاق النار بينه وبين القوات الملكية بقيادة الجنرال محمد البشير البوهالي في نفس اليوم

## صفاته
كان يتصف امحمد عبابو بالصرامة والكفاءة العالية وكان يتخذ القرارات ويستشار في أمور الجيش، ويهتم بالتقاليد العسكرية بشكل كبير.

## محاولة الانقلاب
محاولة الانقلاب، والتي سوف تعتبر نقطة تحول رئيسية في السياسة الأمنية المغربية منذ تعيين الأمن الداخلي والذي عهد إلى الجنرال محمد أوفقير والذي بدوره حاول إسقاط الملك الحسن الثاني سنة 1972، شارك فيها كل من الجنرال محمد المدبوح وأمحمد أعبابو وأخوه محمد أعبابو، والتي باءت بالفشل بعد مقتل الجنرال محمد المدبوح من طرف أمحمد أعبابو بسبب إتهامه بالخيانة.

## وفاته
بعد فشل المحاولة الانقلابية لم يستسلم المقدم اعبابو لـ الجنرال البوهالي وسقط الرجلان برصاص بعضهما البعض أمام مبنى القيادة العامة للجيش ولكن أمحمد أعبابو لم يمت حينها فطلب من ضابط صف يعرفه يدعى عقا بالإجهاز عليه لكن هذا الأخير رفض، وبعد أن ألح عليه بهذه الجملة «أنا آمرك هذا آخر أمر أصدره لك أطلق النار أطلق النار» أجهز عليه.